# 拉讷沃维尔德旺巴永
拉讷沃维尔-德旺巴永（法語：Laneuveville-devant-Bayon，法語發音：[lanœv.vil dəvɑ̃ bajo]，意为“巴永前方的拉讷沃维尔”）是法国默尔特-摩泽尔省的一个市镇，位于该省东南部，属于南锡区。

## 地理
拉讷沃维尔-德旺巴永（48°28'15"N, 6°15'57"E）面积5.75 平方千米，位于法国大東部大區默尔特-摩泽尔省，该省份为法国东北部内陆省份，是洛林的一部分，北邻比利时、卢森堡，北起顺时针与摩泽尔省、下莱茵省、孚日省和默兹省接壤。
与拉讷沃维尔-德旺巴永接壤的市镇（或旧市镇、城区）包括：克朗特努瓦、勒梅尼勒米特里、芒贡维尔、摩泽尔河畔讷维莱、罗维尔德旺巴永、圣勒米蒙。
拉讷沃维尔-德旺巴永的时区为UTC+01:00、UTC+02:00（夏令时）。

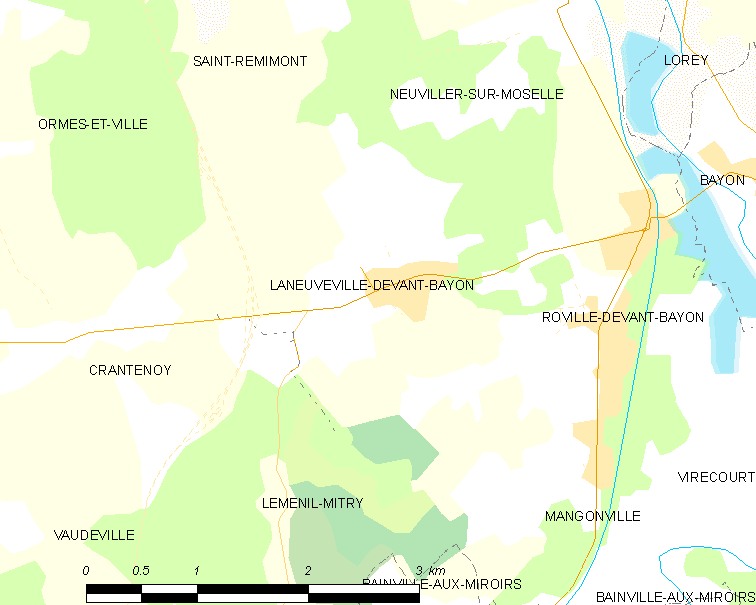
拉讷沃维尔-德旺巴永的OSM定位图

## 行政
拉讷沃维尔-德旺巴永的邮政编码为54740，INSEE市镇编码为54299。

## 政治
拉讷沃维尔-德旺巴永所属的省级选区为梅讷欧桑图瓦县。

## 人口

1962-2008年间拉讷沃维尔-德旺巴永人口变化图示

拉讷沃维尔-德旺巴永于2022年1月1日时的人口数量为226人。